# Nacospatangus laevis
Nacospatangus laevis är en sjöborreart som först beskrevs av Hubert Lyman Clark 1917.  Nacospatangus laevis ingår i släktet Nacospatangus och familjen sjömöss. Inga underarter finns listade i Catalogue of Life.